# Pnirontis modesta
Pnirontis modesta är en insektsart som beskrevs av Banks 1910. Pnirontis modesta ingår i släktet Pnirontis och familjen rovskinnbaggar. Inga underarter finns listade i Catalogue of Life.